# Kilkis
Kilkis (græsk: Κιλκίς, makedonsk: Кукуш, bulgarsk: Кукуш, Kukush) er en by i Centralmakedonien i Grækenland. I 2011 boede der 22.914 mennesker i selve byen, 28.745 mennesker boede i den kommunale enhed og 51.926 i Kilkis kommune. Det er også hovedstaden i den regionale enhed Kilkis.
Området Kilkis blev i løbet af det 20. århundrede flere gange scene for krigshandlinger: under den makedonske kamp mod det Ottomanske Makedonien, Balkankrigene, 1. verdenskrig, 2. verdenskrig, den græske modstand og den græske borgerkrig.

## Navn
Kilkis ligger i en region, der var multietnisk i den seneste tid og er kendt under flere forskellige navne. Byens navn i romertiden var Callicum. I den tidlige byzantinske tid blev kaldt Kallikon, og var også kendt som Kalkis eller Kilkis af grækerne. På bulgarsk og makedonsk er det kendt som Kukush (Кукуш). I en græsk kirkekodex fra 1732 er det nævnt som Kilkisi ( Κηλκήση ),  mens den i en slavisk kirkekodex fra 1741 er nævnt som Kukush (Кукуш, Кукоуш).  Det blev kaldt Kılkış af osmannerne.

## Administration

### Kommune
Kommunen Kilkis blev dannet ved kommunalreformen i 2011 ved sammenlægning af følgende 7 tidligere kommuner, der blev til kommunale enheder:
- Cherso
- Doirani
- Gallikos
- Kilkis
- Kroussa
- Mouries
- Pikrolimni

Kommunen har et areal på 1.599.604 km2, den kommunale enhed 319.834 km2.

### Byer og landsbyer
Den kommunale enhed Kilkis består af følgende bebyggelser 
- Kilkis (Kilkis, Argyroupoli, Zacharato, Kolchida, Metalliko, Xirovrysi, Sevasto)
- Chorygi
- Efkarpia
- Kastanies
- Kristoni
- Leipsydrio (Leipsydrio, Akropotamia, Ano Potamia, Kato Potamia)
- Megali Vrysi
- Melanthio
- Messiano (Mesiano, Dafnochori, Leventochori, Palaio Gynaikokastro)
- Stavrochori
- Vaptistis (Vaptistis, Kyriakaiika)

### Provins
Provinsen Kilkis (græsk: Επαρχία Κιλκίς) var en af provinserne i Kilkis-præfekturet. Dens område svarede til den nuværende kommune Kilkis og den kommunale enhed Polykastro der blev nedlagt i 2006.

## Historie
Der er blevet udgravet fund, der går tilbage til bronze- og jernalderen i nærheden af Kilkis, herunder gamle grave fra det 2. årtusinde f.Kr. I den klassiske oldtid blev den bredere region Kilkis styret af kongeriget Makedonien. På det tidspunkt var Kilkis i centrum af en region kaldet Krestonia. Da Filip II af Makedonien besøgte Krestonia, tilbød de lokale ham oliven fra Krestonia-dalen, noget han aldrig havde spist før. På det tidspunkt blomstrede mange byer i regionen, såsom Idomeni, Atalanti (Axioupoli i dag), Gortynia (Gorgopi i dag), Planitsa (Fyska i dag), Terpillos, Klitae (Xylokeratia i dag), Vragylos (Metalliko i dag), Ioron (Palatiano) i dag), Chaetae (Tsaousitsa i dag), Carabia (Limnotopos i dag), Bairos (Kastro i dag), Morrylos (Ano Apostoli i dag), Doveros ( Doirani i dag), Evropos og Kallindria .

### Romersk og byzantinsk tid
I 148 f.Kr. overtog romerne området. I slutningen af antikken oplevede Kilkis-området invasioner af forskellige stammer, såsom goterne, hunnerne, avarerne og slaverne, hvoraf nogle gradvist slog sig ned på Balkanhalvøen.
I middelalderen skiftede Kilkis flere gange hænder mellem det byzantinske og bulgarske imperium. I det 10. århundrede blev det plyndret af bulgarerne, og nogle af indbyggerne flyttede til Calabrien i det sydlige Italien, hvor de grundlagde landsbyen Gallicianò. I dynastiets regeringstid oplevede regionen færdiggørelsen af en række vigtige infrastrukturarbejder.

### Osmannisk styre
Velstandsperioden sluttede i 1430, da Thessalonika og hele regionen Makedonien kom under osmannisk styre. I første halvdel af det 18. århundrede var Kukush (eller Kukosh) kendt som en landsby. Efter 1850 var der en græsk kirke, "Panagia tou Kilkis" (Madonna af Kilkis), ved foden af Saint George-bakken og en græsk skole.
I midten af det 19. århundrede var Kilkis en primært bulgarsk befolket by. Ifølge et skøn var der omkring 500 grækere, 500 tyrkere og 4500 bulgarere i byen på det tidspunkt. En osmannisk undersøgelse fra 1873 konkluderede, at befolkningen i Kilkis bestod af 1.170 husstande, hvoraf der var 5.235 bulgarske indbyggere, 155 muslimer og 40 romaer.  En undersøgelse lavet af den bulgarske geograf og politiker Vasil Kanchov fra 1900 talte 7.000 bulgarske og 750 tyrkiske indbyggere i byen.  En anden undersøgelse i 1905 viste tilstedeværelsen af 9.712 eksarkister (bulgarsk kirkeretning), 40 patriarkister, 592 forenede kristne og 16 protestanter.
I slutningen af det 19. og begyndelsen af det 20. århundrede var Kilkis en del af Salonica Vilayet i Det Osmanniske Rige.
I 1893-1908 deltog de bulgarske indbyggere i byen i aktiviteterne i Internal Makedonian Revolutionary Organisation (IMRO). Lederen af IMRO Gotse Delchev blev født i Kilkis (Kukush på bulgarsk ).
I 1904-1908 deltog de græske indbyggere i Kilkis i den makedonske kamp ("græsk væbnet kamp for Makedonien"). Lederne af den græske indsats var Georgios Samaras, Ioannis Doiranlis og Petros Koukidis med deres bevæbnede korps. Evangelia Traianou-Tzoukou og Ekaterini Stampouli var lederne for græsk uddannelse og hospitalsindlæggelse af makedonske krigere. Stor støtte til den græske indsats blev givet af familien Chatziapostolou. Familien Chatziapostolou ejede en stor gård i Metalliko, hvis markafgrøde næsten fuldstændig blev doneret til at finansiere den græske indsats. Gården tjente også et krisecenter for de græske krigere.

### Balkankrigene, 1. verdenskrig og senere
Under den første Balkankrig i 1912 blev Det Osmanniske Rige besejret af Balkanforbundet og tvunget til at afstå næsten alle dets europæiske territorier, hvilket efterlod Kilkis inden for Bulgariens nye grænser. I den anden Balkankrig i 1913 erobrede den græske hær byen fra bulgarerne efter det tre dage lange slag ved Kilkis-Lahanas mellem 19. juni og 21. juni. Slaget var dyrt, med over 8.652 ofre på den græske side og 7.000 på den bulgarske side. Betydningen af slaget ved Kilkis-Lahanas kan forstås ved, at Grækenland opkaldte et slagskib efter byen, Kilkis. Kilkis blev næsten fuldstændig ødelagt af den græske hær efter slaget  og stort set alle dens 13.000  bulgarske indbyggere før krigen blev fordrevet til Bulgarien. Den nye by blev bygget tættere på jernbanelinjen til Thessaloniki, omkring den græske kirke St. George, og blev bosat af grækere, der blev fordrevet fra Det Osmanniske Rige og Bulgarien, især fra Strumica; de byggede kirken Pentekaídeka Martýrōn ("15 martyrer", opkaldt efter den vigtigste patriarkalske kirke i Strumica). De genbosatte grækere var så mange, at Kilkis midlertidigt blev omdøbt til Néa Stromnítsa (Ny Strumica). 
Under første verdenskrig var Kilkis-området igen inde i krigszonen, som en del af den makedonske front.
I midten af 1920'erne, efter katastrofen i Lilleasien (Græsk-tyrkiske krig, 1919-1922), kom bølger af flygtninge til Kilkis, hvilket gav et nyt skub til regionen og bidrog til at øge dens befolkning. Ligeledes måtte tyrkerne (en generisk betegnelse for alle muslimer, uanset om de er af tyrkisk, albansk, græsk eller bulgarsk oprindelse) i regionen rejse til den nye tyrkiske stat under udvekslingen af befolkninger. I kølvandet på Balkankrigene, Første Verdenskrig og den græsk-tyrkiske krig (1919-1922) emigrerede det meste af den tyrkiske og bulgarske befolkning i Kilkis, og mange grækere fra Bulgarien og Tyrkiet slog sig ned i området, som foreskrevet i Lausanne-traktaten. Faktisk stammer en meget stor del af befolkningen i Kilkis-området fra Kaukasus-grækere (det vil sige østpontiske grækere) fra den tidligere russiske kejserlige provins Kars Oblast i det sydlige Kaukasus. De forlod deres hjemland, og tog til Kilkis og andre dele af det græske Makedonien, såvel som det sydlige Rusland og Georgien, mellem 1919 og 1921, det vil sige mellem den vigtigste befolkningsudveksling mellem Grækenland og Tyrkiet og Ruslands afståelse af Kars-regionen tilbage til Tyrkiet som en del af Brest Litovsk-traktaten. I 1928 var 1.679 flygtningefamilier indeholdende 6.433 personer blevet genbosat i Kilkis. Knap to årtier senere brød Anden Verdenskrig ud, og regionen blev endnu en gang ødelagt.

### Anden Verdenskrig
Under aksemagternes besættelse af Grækenland i 2. verdenskrig blev Kilkis en del af den tyske besættelseszone, men i 1943 blev den en del af den bulgarske zone, som blev udvidet til at omfatte præfekturerne Kilkis og Chalkidiki. Den mest betydningsfulde begivenhed under besættelsen var slaget ved Kilkis, som fandt sted den 4. november 1944 mellem den kommunistisk ledede EAM og en koalition af de samarbejdsorienterede sikkerhedsbataljoner og nationalistiske modstandsorganisationer.